# Johann Rauch (Politiker)
Johann „Hans“ Rauch (* 1. April 1876 in Stadtamhof/Regensburg; † 21. Januar 1936 in München) war ein deutscher Politiker (BVP).

## Leben und Wirken

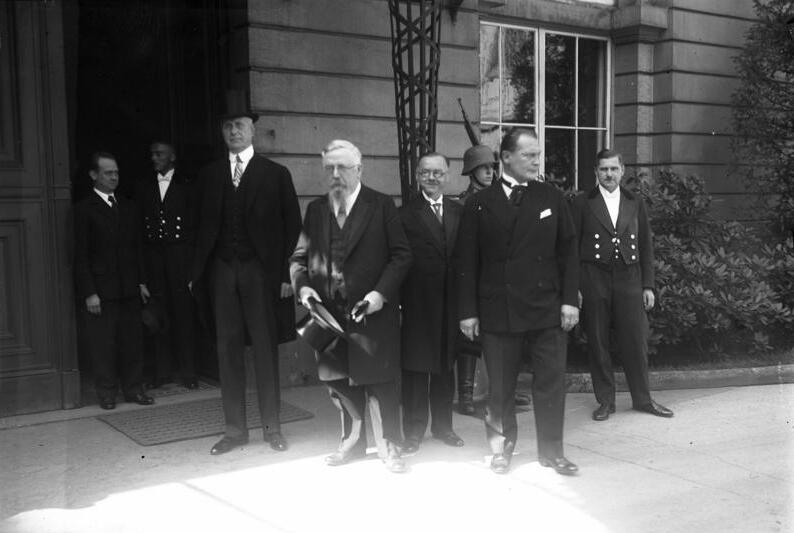
Hans Rauch als Vizepräsident des Reichstages nach einem Empfang beim Reichspräsidenten. Rauch steht zwischen den Reichstagsvizepräsidenten Graef und Esser (links) und Reichstagspräsident Göring (rechts) (September 1932).

Rauch wurde als Sohn eines Eisenbahnoberinspektors in Bayern geboren. Nach dem Besuch der Volksschule und des humanistischen Gymnasiums in Dillingen studierte er Rechts- und Staatswissenschaften an der Universität München und später Maschinenbau an der Technischen Hochschule der Stadt (Diplomingenieur). Anschließend arbeitete er in einem Architektenbüro und als Konstrukteur in der Industrie (Maschinenbaugesellschaft Augsburg-Nürnberg).
1904 erhielt Rauch eine Anstellung als Betriebsingenieur und Betriebsleiter bei den Münchener Stadtwerken. Zu dieser Zeit wurde er zum Oberstadtbaurat ernannt.
Nach dem Ersten Weltkrieg begann Rauch sich in der Bayerischen Volkspartei (BVP) zu betätigen. 1919 übernahm er erstmals ein politisches Amt als Mitglied des Münchener Stadtrates, dem er bis 1924 angehörte. Im März 1923 zog Rauch im Nachrückverfahren in den Reichstag der Weimarer Republik ein, in dem er das vakant gewordene Mandat des Abgeordneten für den Wahlkreis 27 (Oberbayern-Schwaben), Wilhelm Mayer, erhielt. Bei den Wahlen vom Mai 1924 wurde er per Wahl als Abgeordneter des Wahlkreises Oberbayern-Schwaben bestätigt. Insgesamt gehörte er dem Reichstag genau zehn Jahre lang, bis zum März 1933, an und wurde in dieser Zeit noch fünf Mal bei Reichstagswahlen als Abgeordneter bestätigt. 
Von Juli 1932 bis März 1933 bekleidete Rauch zwei Wahlperioden lang das Amt des 2. Vizepräsidenten des Reichstages. Als Reichstagspräsident amtierte Hermann Göring von der NSDAP, als 1. Vizepräsident Esser vom Zentrum.
Im August 1933 konnte Rauch noch einmal kurzzeitig im Nachrückverfahren für Eugen von Quadt für drei Monate auf Reichswahlvorschlag in den Reichstag zurückkehren, bevor er im November 1933 endgültig aus diesem ausschied.
Neben seinen offiziellen politischen Funktionen nahm Rauch noch eine Reihe von Ehrenämtern wahr: Er war Philistersenior der KBStV Rhaetia München, 1. Vorsitzender des Zentralkomitees der Münchener Katholiken (Katholisches Aktionskomitee), Mitglied im Zentralvorstand des Volksvereins für das Katholische Deutschland und dessen Hauptgeschäftsführer im Bezirk München. Des Weiteren war er Mitglied der Deutschen Wirtschafts-Enquete, Mitglied des Verwaltungsrates der Reichsforschungsgesellschaft für Wirtschaftlichkeit im Bau- und Wohnungswesen, Mitglied des Reichskuratoriums für Wirtschaftlichkeit im Bau und Wohnungswesen und Landesvorsitzender der Beamtenvereinigung in der Bayerischen Volkspartei.
Rauch, der auch Träger des päpstlichen Gregoriusordens war, tat sich publizistisch durch die Veröffentlichung volkswirtschaftlicher und politischer Abhandlungen in Zeitungen und Fachzeitschriften hervor.